# Isoetes hallasanensis
Isoetes hallasanensis är en kärlväxtart som beskrevs av H.K.Choi, Ch.Kim och J.Jung. Isoetes hallasanensis ingår i släktet braxengräs, och familjen Isoetaceae. Inga underarter finns listade i Catalogue of Life.